# LEVEL∞
「LEVEL∞」（レベルインフィニティ）は、声優・長谷川明子の1枚目のシングル。2009年8月5日に5pb. Reordsから発売された。

## 解説
記念すべきデビュー作品となった本作は、テレビアニメ『アラド戦記〜スラップアップパーティー〜』エンディングテーマ。

## 批評
CDジャーナルは表題曲を「ポップでハイパーでかつ哀愁あふれるサビのメロディが印象的」と評した。

## 収録曲
1. LEVEL∞ (ファミソン8BIT ver.) [4:24]
作詞：yura、作曲：伊藤賢治、編曲：KPLECRAFT
2. XXX [4:32]
作詞：yura Dark、作曲・編曲：佐野信義
3. LEVEL∞(Disillution ver.) [7:37]
編曲：quad
4. LEVEL∞(instrumental) [4:23]
5. XXX(instrumental) [4:32]
6. LEVEL∞(Field Ver.) [6:20]